# Metagrion convergens
Metagrion convergens – gatunek ważki z rodziny Argiolestidae.
Owad ten jest endemitem nowogwinejskiej Ptasiej Głowy, znanym tylko z dwóch okazów – samców odłowionych w 1903 i 1938 roku.